# Естественное родительство
Естественное родительство (англ. Natural Parenting) — метод заботы о детях, основная идея которого состоит в том, чтобы наблюдать за коммуникативными знаками новорождённых и стараться удовлетворить их эмоциональные и физические потребности.
У этого подхода к воспитанию есть несколько названий: в восьмидесятые и девяностые годы XX века в России называли «сознательным родительством», на Западе — англ. empathic parenting (сопереживающее воспитание) англ. instinctive care (инстинктивная забота), англ. attachment parenting (стиль сближения), англ. natural parenting и англ. parenting from the heart (естественное или добросердечное воспитание), органическое родительство англ. organic parenting), а сегодня часто обозначают термином «естественное родительство».

## Идеология
Основной идеей методов воспитания в конце XX—начале XXI века является удовлетворение врождённых потребностей в ласке, тепле, пище и безопасности. Естественное воспитание, по мнению его сторонников, основывается на эволюционной теории развития человека как вида в природе, опирается на традиции воспитания в той или иной культуре или на современные научные данные из областей психологии, педагогики, биологии, медицины, антропологии, биохимии, стоматологии. Методы естественного воспитания в жизни варьируются от полного следования сигналам ребёнка до авторитарного воспитания. Часто естественный подход к выращиванию детей тождественен современным представлениям о гуманном отношении к детям, хотя исторически естественные методы воспитания детей могли быть жестокими, вплоть до убийства детей. Отличительной чертой всех направлений естественного родительства является апелляция к природным, животным или биологическим истокам человека в противовес к техническому подходу современности ко всем областям жизни, связанным с человеком. В той или иной мере подчеркивается гармония с природой, а не её завоевание, характерное для развитых индустриализированных обществ XX — начала XXI века. Чёткого мнения что есть «природное» и «естественное» не существует. Интерпретация естественности может производиться через призму традиционного опыта и знаний, передаваемые в определённой культуре, антропологические исследования о древних людях и сравнения этих данных с наблюдениями за современными народами и племенами, которые живут первобытным строем, или покоиться на знаниях из области биологии человека и млекопитающих.
Сторонники естественного родительства считают, что у родителей есть всё нужное для того, чтобы нормально заботиться о ребёнке (в отличие от научного подхода, где считается, что только специально обученные специалисты разбираются в уходе за детьми и воспитании детей). Родители, которые проводят много времени со своими детьми, естественно, учатся понимать их насущные потребности. Так, например, мама даёт ребёнку грудь, не тогда, когда он заплакал, а когда он начинает выказывать неудобство, его сон становится беспокойным, а если его рука оказывается рядом с лицом, он поворачивается в сторону руки, открывает рот или даже пытается сосать руку или любой предмет рядом со ртом (поисковое поведение). Такой подход полностью совпадает не только с исторически-культурными традициями воспитания детей у многиx народов, но и с рекомендациями ряда специалистов.
Такое воспитание воспринимается ими как проверенное временем и наиболее гуманное и приемлемое для развития человека.
Сторонники естественного родительства частично или полностью отказываются от приспособлений, которые с их точки зрения, неестественны, для ребёнка (бутылки, искусственные заменители молока, пустышки, одноразовые подгузники, а также детские кровати, люльки, ходунки, прыгунки, манежи, коляски).
Некоторые из специалистов считают, что некоторые из этих предметов могут представлять опасность для здоровья ребёнка, например, использование искусственных сосков может привести к патологиям развития лице-челюстного аппарата, что впоследствии может вызвать различные заболевания, такие как отиты, апноэ сна, патологии речи. Использование бутылок для кормления детей связано с перекармливанием и нарушением саморегуляции аппетита у ребёнка Перекармливание в младенчестве коррелирует с ожирением во взрослом возрасте. Применение искусственных заменителей молока может привести к ряду негативных отдалённых последствий. Использование искусственных заменителей грудного молока связано с повышением детской смертности как в развивающихся, так и развитых странах.
Одноразовые подгузники, зачастую, редко меняют, что может привести к повышению риска развития инфекций мочеполовых путей. Использование одноразовых подгузников связано с тенденцией задержки развития навыков хождения в туалет у детей и более продолжительного периода недержание мочи, по сравнению с детьми, которые носят бельё. Кроме того, у родителей могут быть опасения, связанные с потенциальной токсичностью одноразовых подгузников. Преобладающая причина смертности среди младенцев в США и других западных странах — синдром внезапной детской смерти или несчастные случаи. В обоих случаях дети находятся без взрослого присмотра и спят в одиночестве. Кроме того, известен ряд случаев когда подобные предметы подлежали отзыву производителю, вызванным с травматизмом или смертью от использования этих товаров. В США за этим следит комиссия «US Consumer Product Safety Commission». Например, недавний отзыв детских кроваток был связан со смертью нескольких детей. Ходунки — источник высокого травматизма. Особую опасность представляют черепные травмы при использовании ходунков. Опасность от ходунков настолько большая, что Американская академия педиатрии уже много лет призывает запретить ходунки. В Канаде ходунки запрещены с 2004 года. Среди детей младше трёх лет наблюдается высокий травматизм, связанный с использованием колясок. Использование детских переносных устройств, люлек, сидений для младенцев, автомобильных сидений, младенческих качелей может привести к деформациям формы черепа (плагиоцефалии).
Сторонники метода могут отвергать медицинскую помощь роженицам, роды с помощью кесарева сечения, УЗИ плода, вакцинирование и приём лекарств. Отдельные сторонники могут выбирать элементы метода (ношение в слинге, кормление грудью до самоотлучения) для следования им.

## История
Идеологии естественного родительства соответствует идеализированное представление о том, как заботились о детях в первобытные времена. Некоторые племена, до сих пор сохранившие первобытную культуру и жизненный уклад, растят детей так, как предлагается естественным родительством. Жан Ледлофф описала такое воспитание в книге «Как вырастить ребёнка счастливым. Принцип преемственности». Ледлофф провела два с половиной года в племенах южноамериканских индейцев екуана, где, по её словам, в отношениях между взрослыми и детьми царит полная гармония, которой (по её мнению) так не хватает в цивилизованном обществе, и пришла к выводу, что если обращаться с детьми «так, как это делали наши предки на протяжении тысячелетий», малыши будут спокойными и счастливыми. Вернувшись в США, она написала книгу о том, что важно, воспитывая ребёнка, прислушиваться к собственной интуиции, а не только лишь к советам специалистов в области ухода за детьми:

С рождения дети екуана постоянно присутствуют при любой деятельности своих родителей. С того момента, как пуповина отделена от ребёнка, его жизнь уже полна событий. Пока ребёнок в основном спит, но и во сне он привыкает к голосам людей своего племени, звукам их деятельности, толчкам, резким и неожиданным движениям и остановкам, к давлению на различные участки его тела, когда родитель меняет положение ребёнка, совмещая текущую деятельность или отдых с уходом за своим чадом. Младенец также познает ритмы дня и ночи, изменения температуры своего тела и приятное ощущение безопасности и тепла от прикосновения к живой плоти родителя. Ребёнок осознает эту настоятельную потребность лишь тогда, когда его вдруг отнимают от уютного тела. Его безоговорочное ожидание именно таких событий и уверенность в том, что ему нужен именно такой опыт, поддерживают континуум человека. Малыш ощущает эту «правильность» и поэтому лишь изредка извещает родителей о своих потребностях плачем. Деятельность ребёнка в основном ограничивается сосанием груди матери и опорожнением кишечника. Когда возникает такое желание, его реализация доставляет ребёнку глубокое удовлетворение. Если он не занят этим, то просто изучает мир и привыкает к ощущению, что значит быть на этом свете.

Важным элементом системы естественного воспитания считается совместное пребывание матери и новорождённого ребёнка сразу после родов, что рекомендуется принципами роддомов нового типа, которым присваивается статус БДР (больницы, доброжелательной к ребёнку), которых с недавних пор появляется в России всё больше и больше. Этот статус больниц присваивается лечебным учреждениям, соответствующим требованиям Всемирной организации здравоохранения и ЮНИСЕФ.
Однако так благополучно отношения родителей и детей складывались далеко не везде. Изучая особенности воспитания и взаимоотношений родителей и детей на протяжении истории, психоисторик Л. Демоз выделил шесть трансформаций в отношении к детству:
- Инфантицидный стиль (с древности до IV в. н. э.), характеризуется массовыми детоубийствами, насилием. (Инфантицид— детоубийство — стал считаться человекоубийством лишь в 374 году)
- Бросающий стиль (IV—XIII вв.), ребёнок остается объектом агрессии, его часто сбывают с рук в монастырь, кормилице, в чужую семью.
- Амбивалентный стиль (XIV—XVII вв.), ребёнок ещё не стал отдельной духовной личностью и полноправным членом семьи; ему отказывают в самостоятельности и индивидуальности, в воспитании преобладает «лепка» характера, при сопротивлении неподдающийся такой «лепке» подвергается избиениям.
- Навязчивый стиль (XVIII в.), ребёнок становится ближе родителям, но поведение и внутренний мир ребёнка контролируются.
- Социализирующий стиль (XIX — первая половина XX вв.), ребёнок — объект воспитания и научения, основные усилия родителей направлены на тренировку воли и подготовку ребёнка к самостоятельной жизни.
- Помогающий стиль (с середины XX в. по настоящее время), родители стремятся обеспечить индивидуальное развитие ребёнка, преобладает эмоциональный контакт и сочувствие. Последний стиль тесно связан с именем доктора Бенджамина Спока.

## Влияние идей Бенджамина Спока
Свои размышления, предназначенные родителям, Бенджамин Спок обобщил в первой книге «Психологические аспекты педиатрической практики». Фактически книга явилась приложением теории Фрейда к практике ухода за ребёнком: кормлению, отнятию от груди, приучению к горшку, дисциплине и многим другим поведенческим и эмоциональным проблемам. Избегая теоретических рассуждений, Спок попытался вложить основы психоанализа в умы американского среднего класса. Опираясь на положение Фрейда, что подавление детских поведенческих реакций может в будущем вызвать серьёзные невротические нарушения, Спок предлагал родителям быть терпеливыми, терпимыми и спокойно пережить определённые стадии детского развития.
Сразу после войны, когда тревоги были позади и Америка, вырвавшись из тисков депрессии и значительно окрепнув, уверенно вступила на путь экономического процветания, в ней начался «бэби-бум» — невиданный всплеск рождаемости. Потребность в умных и доходчивых советах о том, как воспитывать ребёнка, была велика как никогда в американском обществе того времени. К тому же новое поколение родителей было готово к новому уровню семейных отношений, безотчётно стремилось уйти от строгости и сдержанности в отношениях с детьми. Книга Спока оказалась созвучной их ожиданиям, ведь женщины стали чаще и раньше выходить на работу, и надо было пусть и искусственно, но сделать ребёнка «удобным» как для самих занятых мам, так и для казённых воспитателей.
В «Книге здравого смысла о ребёнке и уходе за ним» Спок утверждал, что именно здравый смысл должен стать основой воспитания. Американские педиатры до 50-х годов считали, что кормить ребёнка следует исключительно по строгому графику, Спок отрицал необходимость жёсткого следования расписанию. «Если дитя плачет, утешьте и накормите его, пусть даже будет нарушен график кормления — ничего страшного не случится. Но и не надо бросаться к младенцу стремглав, едва он захнычет. Если ребёнок не может или не хочет что-то делать, не заставляйте его насильно — успеется…» По убеждению автора, «растить ребёнка — не такое уж трудное дело, если вы подходите к нему непринуждённо, доверяете собственным инстинктам и следуете разумным советам врача».
К началу пятидесятых уже несколько миллионов американских семей воспитывали детей по Споку, а с середины и до конца двадцатого века идеи и методы Спока проникли в Европу и в СССР.
Всемирная организация здравоохранения рекомендует кормить детей по требованию и считает метод кормления «по графику», ненормальным и неприемлемым. В 1956 году появилась Ла Лече Лига, организация, помогающая матерям кормить грудью. Со временем постепенно этой организации стали помогать врачи. Одними из первых данный метод начали пропагандировать Марта и Уильям Сирс, американские педиатр и консультант по грудному вскармливанию, вырастившие 8 детей.
К естественным методам можно также отнести принцип невмешательства или минимального медицинского вмешательства в процесс беременности и родов (несмотря на утроенный, по сравнению с родами в роддоме риск потерять ребёнка), минимальное использование лекарственных средств, отказ от вакцинации и тому подобные меры.

## Элементы естественного родительства

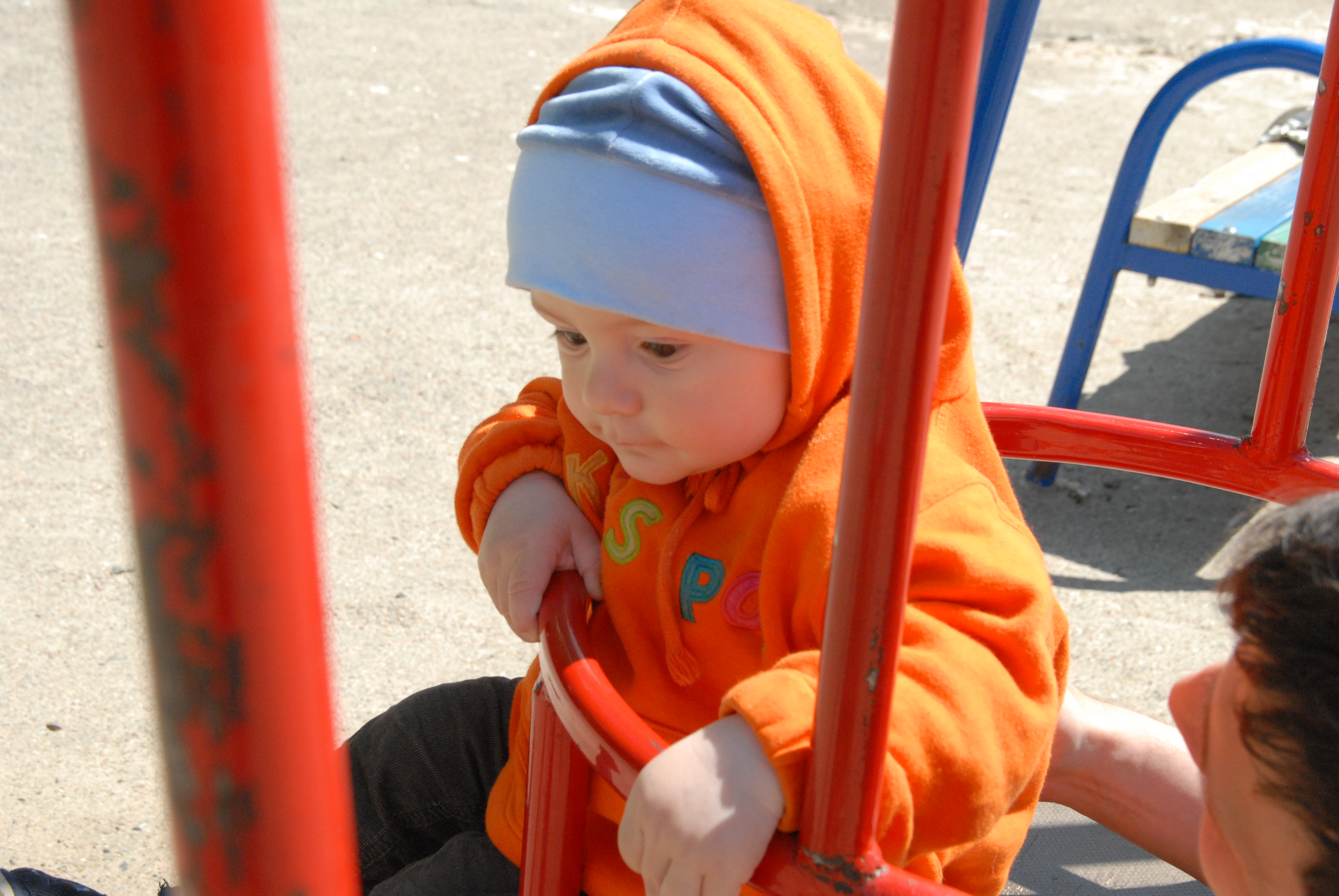

- Естественные роды. Сторонники метода естественного родительства предпочитают рожать в роддомах или дома без медицинских вмешательств, которые сопряжены с возможным риском негативного исхода родов для матерей и детей[38]. Им близок акушерский подход к родовспоможению, который поддерживается Всемирной организацией здравоохранения[39]. Понятие естественные роды в контексте идеологии естественного родительства варьируются от вагинальных родов в роддоме с медицинскими вмешательствами до соло-родов дома. Чаще всего сторонники естественных родов рожают в роддомах, по возможности, без вмешательств в роды, или же практикуют домашние роды с акушеркой. Иногда роды в системе естественного родительства рассматриваются как социально-семейное, а не медицинское событие.
- Уважительное отношение к связи, которая формируется между матерью и ребёнком после рождения. Это проявляется в неразлучении пары мать-дитя после родов. Внутри естественного родительства существует широкий спектр представлений насколько надо или не надо вмешиваться в отношения матери и ребёнка. Например, домашние роды с акушеркой не означают, что ребёнка не будут социализировать путём каких-то действий, присущих социуму, а не естественному течению событий в природе млекопитающих. Главная отличительная черта инициации детей при естественном родительстве — отсутствие насилия и боли.
- Грудное вскармливание. Сторонники метода часто практикуют грудное вскармливание минимум до двух лет, что, при наличии адекватного прикорма, допускается в рекомендациях «Всемирной организации здравоохранения»[40]. Детей могут кормить как до самоотлучения, так и отлучать традиционными способами. Сторонники естественного родительства считают, что кормить грудью может любая женщина, поэтому склонны обращаться за помощью к другим опытными кормящим или консультантам по грудному вскармливанию для преодоления проблем.
- Тактильный контакт родителей и детей.
- Осознание родителями, что дети видят, слышат и чувствуют. Это позволяет родителю разделять ощущения и чувства ребёнка.
- Ношение детей на руках и в слинге.
- Совместный сон с матерью или с родителями. Практика совместного сна — преобладающее обустройство сна в семье с маленькими детьми во всём мире. Эволюция сна ребёнка происходит в присутствии матери, а раздельный сон матери и ребёнка повышает риск синдрома внезапной детской смерти[41].
- Педагогический прикорм или перевод ребёнка с грудного вскармливания на семейный стол.
- Естественная гигиена новорождённого, то есть высаживание, отказ от одноразовых подгузников («памперсов»).
- Консервативный[обтекаемое выражение] подход к медицинской помощи, лечению фармакологическими препаратами.
- Консервативный[обтекаемое выражение] подход к вакцинации.
- Закаливание.
- Здоровое питание всей семьи.
- Положительное поощрение кооперативного поведения у детей. Это может проявляться в избегании насильственных методов дисциплины, таких как битьё, шлепки, словесные оскорбления и упрёки.
- Естественное планирование семьи.

Приверженцы идеи естественного родительства отличаются разными мнениями о том, что есть естественные методы выращивания, а также насколько рационально полное отрицание социального влияния на детей, материнство и семью. Существует огромный разброс течений в естественном родительстве и личных предпочтениях каждой семьи. Так например, ношение в слинге не отрицает использование колясок. Консервативный подход к лечению детей не означает полный отказ от медицинской помощи[обтекаемое выражение]. Природность грудного вскармливания не отрицает насаждение поведения, удобного родителям.

## Неразрывный подход к родительству, «стиль сближения» (англ.Attachment parenting)
Название «неразрывный подход» создано доктором Уильямом Серзом (англ. William Sears). Оно означает подход к родительству, основанный на психологической теории привязанности. По этой теории, сильная эмоциональная связь с родителями в раннем детстве является предпосылкой к уверенным и чутким отношениям во взрослом возрасте.
Этот подход приобрел популярность в мире благодаря написанным книгам доктора Уильяма Серза и медсестры Марты Серз. В этом подходе используется только часть принципов естественного родительства: длительное грудное вскармливание, ношение и совместный сон. Сам доктор Серз и его жена Марта Серз говорят, что никаких особых правил такого вида родительства нет.
На основании подхода др. Серза международная организация Аttachment Parenting International (API) пропагандирует восемь принципов естественного родительства на основе теории привязанности, к которым должны стремиться родители. Эти принципы включают:
1. подготовку к беременности, родам и родительству;
2. кормить детей с любовью и уважением;
3. отвечать с учётом чувств ребёнка;
4. использовать заботливое прикосновение как часть воспитания;
5. обеспечиваться физически и эмоционально безопасный сон;
6. предсказуемо и с любовью заботиться о ребёнке;
7. использовать положительные методы дисциплины;
8. стараться балансировать личную и семейную жизнь.

Вышеуказанные принципы воспитания детей возникли из-за того, что в педиатрии 1950-х годов было не принято поддерживать тактильные контакты между родителями и детьми, имелось пренебрежительное отношение к нуждам детей по сравнению с потребностями взрослых.

## Российское направление

### Семейные центры и школы родительской культуры
В России работает множество центров и школ естественного воспитания, чей подход не совпадает с «рожановским».

### СМИ о естественном родительстве
С 2009 года в России выходит глянцевый журнал «Домашний ребёнок», посвящённый естественному родительству, среди авторов которого — Боб Сирс, который как и его отец Уильям Сирс является ведущим пропагандистом философии естественного родительства

### «Рожана»
Основанный в 1989 году супругами Жанной и Андреем Цареградскими Центр перинатального воспитания и поддержки грудного вскармливания «Рожана» проводил семинары и психологические тренинги, на которых беременных склоняли к отказу постановки на учёт беременных и новорождённых и от их медицинского обследования, к родам на дому с помощью представителей центра.
Руководитель некоммерческой организации «Центр перинатального воспитания и поддержки грудного вскармливания „Рожана“» Жанна Цареградская находилась в федеральном розыске. В октябре 2013 года она была задержана в рамках уголовного дела, возбуждённого по ст.282 Уголовного кодекса РФ (возбуждение ненависти либо вражды, а равно унижение человеческого достоинства) и ст.239 УК РФ (создание некоммерческой организации, посягающей на личность и права граждан). По информации правоохранительных органов, роженицы доставлялись в деревню Николаевка Малоярославецкого района Калужской области, где подвергались психологическому воздействию с обращением в адепты указанной организации. В 2012 году другой руководитель — Андрей Цареградский был осуждён за применение травматического оружия против бывших клиентов центра.

## Доводы «За» и «Против»

### Преимущества естественного подхода
Подход, который описывается как естественный, существует много лет и исследует отличные от него практики (кормление смесью и его опасность, опасность раздельного сна, опасность неродительского ухода).
Последователями естественного родительства утверждается:
- естественный подход помогает установить очень крепкую эмоциональную связь с ребёнком на долгие годы;
- использование слинга помогает занятой маме (и другим членам семьи) справляться по хозяйству, а также оставаться вовлечённой в жизнь общества, вести активную и разнообразную деятельность;
- некоторые приёмы, практикующиеся сторонниками естественного родительства (частое ношение ребёнка в слинге или на руках, совместный сон) помогают минимизировать или вообще избежать младенческой колики[51];
- грудное вскармливание экономит время и материальные средства родителей, а также позволяет сохранить здоровье ребёнку (грудное вскармливание помогает более всех других средств защитить от аллергий, астмы, и прочих болезней[52]).
- роды в приятной и спокойной для женщины обстановке, где она чувствует себя в безопасности, заканчиваются благоприятно. Вмешательства в роды, характерные для медицинского ведения родов, приводят к осложнениям в родах, и как следствие, исход родов ухудшается и для матери, и для ребёнка[53][54]. Известно, что у младенцев рождённых в больницах больше вероятность пострадать от родовой травмы, аспирации меконием, а также им чаще требуется неонатальная реанимация и кислородная терапия более 24 часов после рождения[54]. Исследования смертности в родах и после родов в период 1800—1950 года указывают на факт, что «В контексте общего числа родов, материнские смерти были редкостью»[55][неавторитетный источник]. В последние годы появились данные, что материнская смертность возрастает[56]. Повышение материнской смертности в родах связывают с возрастающим числом хирургических родов[57][58][59].

Некоторые из исследователей совместного сна отмечают следующее:
- Люди, которые спали со своими родителями, когда были детьми, имеют более высокую самооценку, чем те, кто не спали[60][61];
- Согласно одной из теорий, некоторые дети не способны выйти из фазы глубокого сна при понижении температуры тела или кратковременной остановке дыхания. Но когда они спят в одной постели с родителями, то под влиянием движений и звуков, производимых родителями, меньше времени проводят в фазе глубокого сна и больше — в фазе быстрого. Кроме того, с родителями дети чаще спят на боку (это естественное положение для грудного вскармливания) или на спине, что облегчает им дыхание. Уменьшается вероятность положения на животе, представляющего собой известный фактор риска при СВДС[62]. Однако имеются сведения о том, что положение на боку может быть опасным для ребёнка[63].

### Критика естественного подхода
Утверждения Г. Червонской, А. Котока и других российских и зарубежных авторов об избыточности и опасности вакцинации не поддерживаются официальной медициной. Согласно приказу Минздрава РФ от 27 июня 2001 года № 229 существует календарь профилактических прививок. О целесообразности прививок свидетельствует эпидемиология ряда крайне тяжёлых и опасных инфекционных заболеваний. Так, благодаря вакцинации побеждена натуральная оспа — заболевание, от эпидемий которого погибали десятки миллионов человек, в том числе и детей. При этом, действительно при вакцинации у ряда людей отмечались прививочные реакции. Плановые вакцинации в детском возрасте позволили резко снизить заболеваемость многими заболеваниями. К примеру, в 20-х — начале 50-х годов XX столетия регистрировалась высокая заболеваемость полиомиелитом. В Дании она достигала 137 на 100 тысяч населения. После широкого внедрения вакцинации по сообщениям ВОЗ в 1995 году единичные случаи полиомиелита регистрировались в 9 странах Европы (на Украине за 5 лет с 1991 по 1995 годы выявлено 35 случаев, почти половина из них дети).
Критика естественного подхода представлена, например, в статье «Индейское воспитание: плюсы и минусы. Взгляд врача».
Ряд женщин в силу физиологических особенностей не может без вреда для себя и ребёнка перенести роды через естественные родовые пути. Решение о естественных родах должно приниматься только после консультации с акушером-гинекологом. Известны случаи, когда дети с патологиями, рождённые сторонниками «естественного родительства», умирали от отсутствия медицинского вмешательства, или же от «лечения» нетрадиционной медициной. Естественные роды могут быть опасными для матерей из-за кровотечения и осложнений. Самые свежие исследования показывают, что по сравнению с родами дома с акушеркой риск кровотечений в современных больницах возрастает[почему?] и с акушеркой, и ещё больше с акушером-гинекологом. Однако даже присутствие квалифицированной акушерки оставляет в три раза бо́льший риск для младенца из-за отсутствия дома аппаратуры для экстренной помощи.
Сравнение материнской и младенческой смертностей в экономически развитых странах, где подавляющее количество родов происходит в условиях медицинских учреждений, и в развивающихся странах, где зачастую роды проходят в естественных условиях, свидетельствует о необходимости квалифицированной врачебной помощи. В экономически развитых странах смертность новорождённых составляет 8—10 на 1000 родившихся живыми. В африканском регионе она колеблется в пределах 76—130, в Индии и Непале — 100—110. Материнская смертность, с развитием системы оказания медицинской помощи населению, также снижается. Так, с 1920 по 1980 годы в СССР она снизилась более чем в 10 раз.
Критика естественного родительства включает в себя обвинения в псевдонаучном подходе, на основании культурных убеждений о «научном материнстве», зародившемся на Западе в конце XIX—начале XX века. Вера в «научное материнство» предполагает, что женщины должны следовать научным, и особенно медицинским, рекомендациям по выращиванию детей. Основные положение естественного родительства имеют под собой общепризнанные мейнстримной наукой основания[нужна атрибуция мнения].